# Sparattosperma
Sparattosperma, biljni rod iz porodice katalpovki smješten u Tabebuja savez. Sastoji se od dvije vrste drveća iz suhog i vlažnog tropskog bioma Južne Amerike. . Tipična je Sparattosperma lithontripticum Mart. ex A. DC., sinonim za Sparattosperma leucanthum.

## Opis
Srednja do velika stabla iz tropske Južne Amerike. Listovi dlanasto 3-5-listni. Cvat je završna metlica s prilično dobro razvijenim središnjim rahijem. Čaška šiljasta u pupoljku, nepravilno rascijepljena, obično 2- ili 3-usna, gola ili blago puberulozna blizu baze; vjenčić bijel ili blijedo ružičast, vrlo široko cjevasto zvonast iznad uske bazalne cijevi, cijev izvana gola, režnjevi puberulozni. Prašnici goli, teke ravne, razdvojene. Ovarij usko duguljast; ovule višestruke; disk cilindričan. Plod linearno-cilindričan, čahura, uzdužno rebrasta, žljezdasto-lepidotan ili naizgled goli. Sjemenke dugačke i uske, hijalinsko-membranozna krilca fragmentirana u segmente kapilara poput dlačica.

## Vrste
1. Sparattosperma catingae A.H.Gentry; brazilski endem iz Bahie
2. Sparattosperma leucanthum (Vell.) K.Schum.;